# Vanadium
Vanadium (opkaldt efter Vanadis, bedre kendt som Freja fra den nordiske mytologi) er det 23. grundstof i det periodiske system, og har det kemiske symbol V: Under normale temperatur- og trykforhold optræder dette overgangsmetal som et sølvgråt, blødt og formbart metal.

## Kemiske egenskaber
Vanadium er modstandsdygtigt overfor baser samt saltsyre- og svovlsyre. Ved temperaturer over cirka 660 °C reagerer det med ilt under dannelse af vanadiumpentaoxid, V2O5.
I kemiske forbindelser optræder vanadium normalt med oxidationstrinnene +2, +3, +4 og +5; der findes et demonstrationsforsøg hvori farveløst ammoniumvanadat opløses i en sur vandig opløsning hvorved de gule dioxovanadiumioner [VO2]+ dannes, herefter reduceres der med zink-amalgam og undervejs ses de resterende tre oxidationstrin som forskellige farver; V(IV)− er blå, V(III)− er grøn og V(II)− er violet. I sjældne tilfælde kan vanadium også optræde med oxidationstrin +1, men også trinnene 0, −1 og −3 er mulige.

## Tekniske anvendelser
Langt det meste, 80 procent, af verdens vanadium-produktion bruges som additiv i stål, særlig hårde stål-typer til brug i værktøj og kirurgiske redskaber, og i legeringer som ferrovanadium samt titan-aluminium-legeringer der bruges i jetmotorer. Vanadium bruges også til at få titan til at hæfte på stål, og bånd af vanadium og gallium bruges i superledende magneter med feltstyrker på 175000 gauss.
Vanadiumpentaoxid (V2O5) indgår i visse keramiske materialer, og bruges som katalysator, blandt andet til at oxidere svovldioxid til svovltrioxid ved produktion af svovlsyre. Vanadium bruges til at give glas blå og grønne farver, og glas med en overflade af Vanadiumdioxid (VO2) er gennemsigtigt overfor synligt lys, men kan "justeres" til at blokere for infrarødt lys ved en given temperatur.

## Historie
Den spanske mineralog Andrés Manuel del Río i Mexico City fandt i 1801 et mineral som han først kaldte for brunt bly, men efter at have eksperimenteret med det mente han at dets farve mindede om krom, hvorfor han valgte et nyt navn; pan-krom. Senere igen, da han havde fundet ud af at de fleste af stoffets salte bliver røde når de varmes op, ændrede han navnet til erythronium. Den franske kemiker Hippolyte Victor Collet-Descotils erklærede fejlagtigt, at det som del Río havde fundet, i virkeligheden var krom i en ikke særlig ren form, og da del Ríos ven, baron Alexander von Humboldt, var enig med Collet-Descotils, han selv overbevist om at han havde taget fejl.
I 1831 "genopdagede" den svenske kemiker Nils Gabriel Sefström vanadium, i et dengang ukendt oxid som han havde fundet i jernmalm, og senere samme år kunne Friedrich Wöhler endelig bekræfte at del Río i sin tid havde ret. Senere foreslog George William Featherstonhaugh, en af USAs første geologer, at kalde det nye grundstof rionium til ære for del Río, men det blev aldrig vedtaget. Henry Enfield Roscoe isolerede metallisk vanadium for første gang i 1867, ved at reducere vanadium(III)klorid (VCl3) med brint.
Vanadium er på Sefströms forslag opkaldt efter Vanadis, et andet navn for Freja fra den nordiske mytologi, fordi det danner kemiske forbindelser i mange forskellige, kønne farver. 

## Vanadium i biologien
Vanadium er et af de 26 grundstoffer man oftest finder i levende organismer: Det er en essentiel bestanddel af visse enzymer, specielt i det nitrogenase som visse kvælstoffikserende mikroorganismer bruger, og for større organismer som for eksempel søpunge: Vanadium-koncentrationen i blodet hos disse dyr er mere end 100 gange højere end i det omgivende havvand. Rotter og kyllinger har også et behov for vanadium i deres kost; mangelsymptomerne er hæmmet vækst og reproduktionsevne.
I Japan markedsføres drikkevand fra Fuji-bjergets skråninger som et mineralsk kosttilskud på grund af dets høje indhold af vanadiumpentaoxid; mellem 80 og 130 μg/liter. Det skulle efter sigende være godt imod diabetes, eksem og overvægt.

## Forekomst og udvinding
Vanadium findes aldrig i fri, metallisk form i naturen, men indgår i omkring 65 forskellige mineraler, herunder patronit (VS4), vanadinit (Pb5(VO4)3Cl) og carnotit (K2(UO2)2(VO4)2·3H2O). Vanadium findes også i kulbrinte-holdige aflejringer som kul, olie og tjæresand. Vanadium er også blevet påvist ad spektroskopisk vej i Solen og andre stjerner.
Meget af det metalliske vanadium der fremstilles i dag, udvindes af vanadiumpentaoxid, som reduceres til det frie metal ved hjælp af calcium i en trykbeholder. Oftest er dette vanadiumpentaoxid et biprodukt fra fremstillingen af andre stoffer.

## Isotoper af vanadium
Naturligt forekommende vanadium består af den stabile isotop vanadium-51 og den radioaktive vanadium-50, som har en halveringstid på 1,5·1017 år, og dertil kan man i laboratoriet skabe yderligere 24 isotoper, med halveringstider fra knapt et år og nedefter.